# Nö-Nö Schnabeltier
Nö-Nö Schnabeltier (Originaltitel: Non-Non) ist eine französische animierte Zeichentrickserie. Die Erstausstrahlung im deutschsprachigen Raum erfolgte am 27. Mai 2020 auf KiKA. Die Hauptzielgruppe sind Kinder im Vorschulalter.
Die Serie basiert auf den Kinderbüchern von Magali le Huche, als Produzent wirkte Nicolas Schmerkin, der für seinen animierten Kurzfilm Logorama 2010 einen Oscar erhielt.

## Handlung
Das Schnabeltier Nö-Nö lebt in Bad Unterholz (im Original Sous-Bois-Les-Bains). Zusammen mit seinem besten Freund Karli, einem Krebs, wohnt er in seinem Bau in der Nähe eines Tümpels. Nö-Nö ist von Haus aus eher faul und ist meistens zunächst gegen alle Anstrengungen, auch auf neue Situationen hat er zu Beginn der meisten Folgen keine Lust. Jedoch kann Karli ihn immer wieder dazu überreden, sich aufzuraffen, und so erlebt Nö-Nö mit Karli und anderen Bewohnern jeden Tag ein neues Abenteuer in Bad Unterholz.

## Episoden
Insgesamt entstanden von Nö-Nö Schnabeltier 52 etwa siebenminütige Episoden in 1 Staffel. Zudem wurden animierte Kurzfilme als Special-Episoden produziert: Nö-Nö Schnabeltier – Abenteuer ahoi! (Non-Non et le Déluge à Sous-Bois-Les-Bains, 2017), La grande aventure de Non-Non (2018) und Nö-Nö schrumpft (Non-Non Rétrécit, 2019).

## Synchronisation
| Rolle  | Deutscher Sprecher |
| Nö-Nö  | Dirk Petrick       |
| Karli  | Sebastian Schulz   |
| Marilu | Sarah Alles        |
| Tüftel | Sven Fechner       |
| Undine | Heide Domanowski   |
| Bio    | Boris Freytag      |

## Bücher
Seit 2006 erscheinen die Non-Non-Kinderbücher der Autorin und Illustratorin Magali Le Huche in Frankreich. Im deutschsprachigen Raum veröffentlichte der Arena Verlag die Wimmelbilderbücher Die fabelhafte Welt von Nö-Nö, dem Unerschrockenen (2011) und Die unglaublich abenteuerliche Reise von Nö-Nö und seinen Freunden (2012).